# China Open 2018
Il China Open 2018 è stato un torneo di tennis giocato sui campi di cemento all'aperto. È stata la 20ª edizione del torneo maschile, che appartiene al circuito ATP Tour 500 nell'ambito dell'ATP World Tour 2018, e la 22ª del torneo femminile facente parte della categoria Premier nell'ambito del WTA Tour 2018. Sia gli incontri maschili che quelli femminili si sono giocati all'Olympic Green Tennis Center di Pechino, Cina, dal 1º al 7 ottobre 2018.

## Partecipanti ATP

### Teste di serie
| Nazionalità | Giocatore             | Ranking* | Testa di serie |
| ----------- | --------------------- | -------- | -------------- |
| Argentina   | Juan Martín del Potro | 4        | 1              |
| Germania    | Alexander Zverev      | 5        | 2              |
| Bulgaria    | Grigor Dimitrov       | 7        | 3              |
| Italia      | Fabio Fognini         | 13       | 4              |
| Regno Unito | Kyle Edmund           | 16       | 5              |
| Stati Uniti | Jack Sock             | 17       | 6              |
| Croazia     | Borna Ćorić           | 18       | 7              |
| Italia      | Marco Cecchinato      | 22       | 8              |

* Ranking al 24 settembre 2018.

### Altri partecipanti
I seguenti giocatori hanno ricevuto una wildcard per il tabellone principale:
- Marcos Baghdatis
- Feliciano López
- Wu Yibing

Il seguente giocatore è entrato in tabellone come special exempt:
- João Sousa

I seguenti giocatori sono passati dalle qualificazioni:

- Radu Albot
- Matteo Berrettini
- Dušan Lajović
- Vasek Pospisil

Il seguente giocatore è entrato in tabellone come alternate:
- Malek Jaziri

Il seguente giocatore è entrato in tabellone come lucky loser:
- Tennys Sandgren

### Ritiri
Prima del torneo
- Pablo Carreño Busta → sostituito da  Andreas Seppi
- Ryan Harrison → sostituito da  Tennys Sandgren
- John Isner → sostituito da  Miša Zverev
- Andy Murray → sostituito da  Malek Jaziri
- Rafael Nadal → sostituito da  Peter Gojowczyk

## Partecipanti WTA

### Teste di serie
| Nazionalità | Giocatrice         | Ranking* | Testa di serie |
| ----------- | ------------------ | -------- | -------------- |
| Romania     | Simona Halep       | 1        | 1              |
| Danimarca   | Caroline Wozniacki | 2        | 2              |
| Germania    | Angelique Kerber   | 3        | 3              |
| Francia     | Caroline Garcia    | 8        | 4              |
| Rep. Ceca   | Petra Kvitová      | 4        | 5              |
| Ucraina     | Elina Svitolina    | 5        | 6              |
| Rep. Ceca   | Karolína Plíšková  | 7        | 7              |
| Giappone    | Naomi Ōsaka        | 6        | 8              |
| Stati Uniti | Sloane Stephens    | 9        | 9              |
| Germania    | Julia Görges       | 10       | 10             |
| Paesi Bassi | Kiki Bertens       | 11       | 11             |
| Lettonia    | Jeļena Ostapenko   | 13       | 12             |
| Russia      | Dar'ja Kasatkina   | 12       | 13             |
| Spagna      | Garbiñe Muguruza   | 15       | 14             |
| Belgio      | Elise Mertens      | 14       | 15             |
| Australia   | Ashleigh Barty     | 19       | 16             |
| Stati Uniti | Madison Keys       | 18       | 17             |

* Ranking al 24 settembre 2018.

### Altre partecipanti
Le seguenti giocatrici hanno ricevuto una wildcard per il tabellone principale:
- Duan Yingying
- Samantha Stosur
- Wang Qiang
- Wang Yafan
- Zheng Saisai

Le seguenti giocatrici sono entrate in tabellone tramite il ranking protetto:
- Timea Bacsinszky
- Laura Siegemund

Le seguenti giocatrici sono passate dalle qualificazioni:

- Katie Boulter
- Zarina Dijas
- Polona Hercog
- Ons Jabeur
- Andrea Petković
- Julija Putinceva
- Kateřina Siniaková
- Dajana Yastrems'ka

Le seguenti giocatrici sono entrate in tabellone come lucky loser:
- Sorana Cîrstea
- Bernarda Pera

### Ritiri
Prima del torneo
- Ashleigh Barty → sostituita da  Sorana Cîrstea
- Agnieszka Radwańska → sostituita da  Kirsten Flipkens
- Marija Šarapova → sostituita da  Petra Martić
- Serena Williams → sostituita da  Ekaterina Makarova
- Venus Williams → sostituita da  Aleksandra Krunić

Durante il torneo
- Simona Halep
- Dar'ja Kasatkina
- Lesja Curenko

## Campioni

### Singolare maschile
Nikoloz Basilašvili ha battuto in finale  Juan Martín del Potro con il punteggio di 6–4, 6–4.
- È il secondo titolo in carriera per Basilašvili, il secondo della stagione.

### Singolare femminile
Caroline Wozniacki ha battuto in finale  Anastasija Sevastova con il punteggio di 6–3, 6–3.
- È il trentesimo titolo in carriera per Wozniacki, il terzo della stagione.

### Doppio maschile
Łukasz Kubot /  Marcelo Melo hanno battuto in finale  Oliver Marach /  Mate Pavić con il punteggio di 6–1, 6–4.

### Doppio femminile
Andrea Sestini Hlaváčková /  Barbora Strýcová hanno battuto in finale  Gabriela Dabrowski /  Xu Yifan con il punteggio di 4–6, 6–4, [10–8].